# Тихонова, Елена Александровна
Елена Александровна Тихонова(род. 5 марта 1962, Златоуст, Челябинская область, РСФСР, СССР) — заслуженный тренер России (2000) по плаванию, заслуженный работник физической культуры Российской Федерации (2003), член Президиума Федерации плавания Челябинской области , тренер сборной команды России по плаванию .

## Биография
Плаванием начала заниматься в Миассе с 8 лет. С 1977 по 1980 год занималась в ДЮСШ олимпийского резерва Ижевска. 
В 1983 году окончила Челябинский государственный институт физической культуры и начала тренерскую деятельность в ДС "Заря", затем - старший тренер ДЮСШ-4. 
В 1988 году её воспитанница Т. Стебунова заняла третье место на Чемпионате СССР. 
Является тренером Сборной команды России по плаванию. Тренирует своего сына, многократного чемпиона, рекордсмена России и участника Олимпийских игр 2008 года и Олимпийских игр 2012 года, Александра Тихонова.